# پاسخ به ۱۹۹۴
پاسخ به ۱۹۹۴ (کره‌ای: 응답하라 1994; انگلیسی: Reply ۱۹۹۴) یک مجموعهٔ تلویزیونی کره جنوبی سال ۲۰۱۳ با بازی گو آرا، جونگ وو، یو یون-سوک، کیم سونگ-کیون، سون هو جون، بارو، مین دو-هی، سونگ دونگ ایل و لی ایل-هوا است. این مجموعه از ۱۸ اکتبر تا ۲۸ دسامبر ۲۰۱۳ از تی‌وی‌ان برای ۲۱ قسمت پخش شد.
پاسخ به ۱۹۹۴ به نویسندگی لی وو جونگ و به کارگردانی شین وون هو است و دومین بخش از مجموعهٔ پاسخ است.

## بازیگران

### اصلی
- گو آرا در نقش سونگ نا جونگ[۸][۹][۱۰][۱۱][۱۲][۱۳]
- جونگ وو در نقش «سوره‌کی» (به معنای «زباله» یا «آشغال»)[۱۴]
- یو یون-سوک در نقش «چیل‌بونگ» (به معنای «هفت شات-اوت»)[۱۵]
- کیم سونگ-کیون در نقش «سام‌چون‌پو» (برگرفته از زادگاهش)[۱۶]
- سون هو جون در نقش «هه‌ته» (اشاره به تیم بیسبال هه‌ته تایگرز)[۱۷][۱۸]
- بارو در نقش «بینگ‌گوره» (به معنای «خندان»؛ اشاره به تیم بیسبال عقاب‌های بینگ‌گوره)[۱۹]
- مین دو-هی در نقش جو یون جین
- سونگ دونگ ایل در نقش سونگ دونگ ایل
- لی ایل-هوا در نقش لی ایل هوا